# Piñel de Arriba
Piñel de Arriba è un comune spagnolo di 136 abitanti situato nella comunità autonoma di Castiglia e León.